# Iloilo City Proper
Iloilo City Proper ist einer der sieben Stadtbezirke von Iloilo City, der Hauptstadt der Provinz Iloilo auf der Insel Panay im westlichen Visayas auf den Philippinen. City Proper gilt als Stadtkern von Iloilo City.
Die Stadtgemeinde und kleine Hafenanlage wurde im Jahr 1600 vom spanischen Gouverneur Pedro Bravo de Acuña als La Punta gegründet. 1602 entstand hier die erste spanische Festung und Gazett fürs Militär.
Es wurde damals auch als Estanzuela bekannt, wegen der einheimischen Fischerdörfer, die sich an der Küste nah am Hafen befanden. 1616 wurde die Stadtgemeinde von niederländischen Eroberer überfallen, die aber bald darauf vertrieben wurden. 1637 förderte der damalige spanische Gouverneur General Corcuera die Ansiedlung von Spaniern aus Arevalo und Chinesen aus Molo, um die wirtschaftliche Lage von La Punta besser zu nutzen. Daraus folgte die rasante Entwicklung in der Stadtgemeinde, die bald zum größten Wirtschaftszentrum von Panay heranwuchs. Der Hafen wurde 1855 für den internationalen Handel geöffnet. Viele chinesische Händler und wohlhabende britische Migranten haben das Wachstum in der Provinz vorangetrieben. 1893 wurde die Stadtgemeinde zu Iloilo umbenannt. Nach der Philippinischen Revolution wurde die Stadtgemeinde als Hauptstadt der kurzerlebten Estado Federal de las Visayas (Freie Bundesstaat der Visayas) ernannt, ein Jahr vor der Proklamierung der Ersten Philippinischen Republik. Im Jahr 1937, kurz vor dem Zweiten Weltkrieg, entstand die Großstadt Iloilo durch die Zusammenlegung der zwei Städte Iloilo und Jaro und der vier Stadtgemeinden Molo, Mandurriao, La Paz und Arevalo.
Heute befindet sich in Iloilo City Proper ein Großteil der staatlichen Verwaltungsgebäuden, Banken, Büros, Geschäfte und große Handelsketten. Es verfügt über drei Universitäten und etliche Fachhochschulen. Besondere Sehenswürdigkeiten sind die alte Gebäuden aus der spanischen Kolonialzeit in den Hauptstraßen von Calle Real (J.M Basa St.) und Iznart St. sowie die Plaza Libertad.